# Monnaies de la dynastie des Xia occidentaux

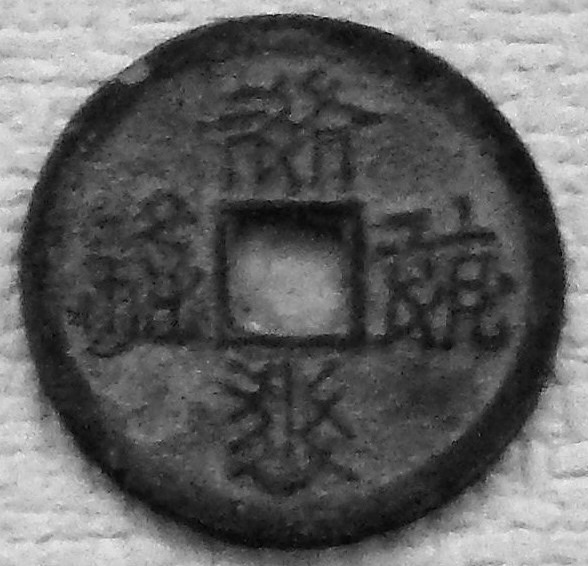
Un tshjwu ꞏwu ljɨ̣ dzjɨj (𘀗𘑨𘏨𘔭) ou Qian You Bao Qian, une pièce dont les inscriptions sont en écriture tangoute

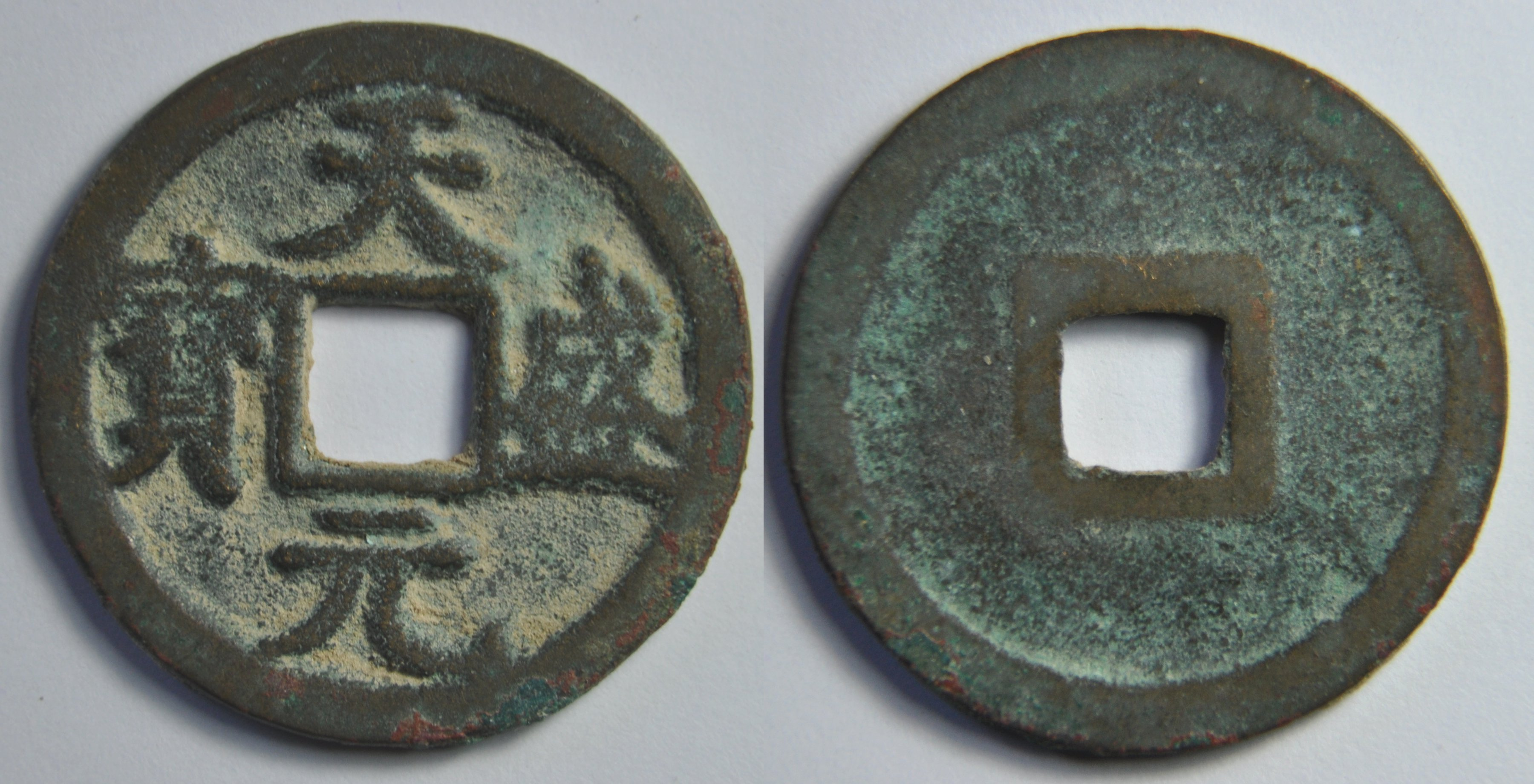
Une Tian Sheng Yuan Bao (天 盛 元 寶), une pièce frappée pendant le règne de l'empereur Renzong

Les Xia occidentaux sont une dynastie d'origine tangoute, qui règne sur le nord-ouest de la Chine entre 1032 et 1227, soit la zone correspondant approximativement aux actuelles provinces chinoises du Gansu, du Shaanxi, du Ningxia, à l'est du Qinghai, au nord du Shaanxi, au nord-est du Xinjiang, au sud-ouest de la Mongolie intérieure et au sud de la Mongolie. Les Xia disparaissent après avoir été définitivement vaincu par les Mongols. Cette dynastie ayant été fondée par les Tangoutes,, les inscriptions sur les premières pièces de monnaie frappées par les Xia sont en écriture tangoute. Par la suite, elles sont rédigées en chinois. Contrairement aux pièces de la dynastie Song qui se lisent souvent de haut en bas et de droite à gauche, les pièces des Xia occidentaux se lisent exclusivement dans le sens des aiguilles d'une montre. Même si les Tangoutes frappent des pièces pendant plus d'un siècle et demi, la production globale reste faible et les pièces des Xia occidentaux sont des raretés à l'heure actuelle. En effet, même si les Xia occidentaux battent monnaie, leur économie laisse une large place au troc, les pièces ne circulant quasiment que dans les grandes villes, et ils n'ont donc jamais eu besoin de se lancer dans une production de masse.
Entre 1053 et 1068, les inscriptions sur ces pièces de monnaie sont rédigées uniquement en écriture tangoute. Entre 1068 et 1206, les inscriptions sont à la fois en tangoute et en chinois, et après 1206, seuls les caractères chinois sont utilisés. Comparées à celles de la dynastie Liao, les pièces de monnaie des Xia occidentaux sont de meilleure qualité, bien que seules les pièces en bronze et en fer produites entre 1149 et 1193 aient été frappées en grande quantité .
Après l'annexion des Xia occidentaux par les Mongols, les inscriptions en langue tangoute disparaissent totalement, sauf sur une seule pièce frappée par la dynastie Yuan.

## Histoire
Après l'établissement de l'État des Xia occidentaux, le peuple Tangoute, dans un effort pour faire revivre sa culture, rejette à la fois les caractères chinois et la mode chinoise,. Les Tangoutes créent rapidement un système d'écriture purement tangoute, qui est le seul à être utilisé pour les inscriptions des premières pièces de monnaie des Xia occidentaux,. Ces premières pièces de monnaie tangoutes portent des inscriptions comme śjɨj ljo ljɨ̣ dzjɨj (𗼃𗼕𘏨𘔭) et tha nej ljɨ̣ dzjɨj (𘜶𗵐𘏨𘔭). Les inscriptions en écriture tangoute de ces premières pièces de monnaie des Xia occidentaux se lisent toujours dans le sens des aiguilles d'une montre (haut-droit-bas-gauche). Les inscriptions de ces différentes pièces peuvent être traduites en français par " Pièce précieuse du ", suivi du nom de l’ère du règne. On sait que les pièces portant des inscriptions en langue tangoute sont produites pendant six périodes de règne différentes, mais il est possible que d'autres variantes aient également été produites.
De nouveaux types de pièces de monnaie avec des inscriptions en langue tangoute ont été découvertes à l'époque contemporaine, comme, par exemple, les pièces "Zheng De Bao Qian" en 1999.
Au cours de la période Qianyou (1139-1193) du règne de l'empereur Renzong, la stabilité politique et militaire ainsi que l'économie florissante des Xia occidentaux permettent au pays de connaitre une période de prospérité. L'empereur Renzong tient l'éducation en haute estime et crée de nombreuses écoles, y compris une Académie impériale,. Il met également en place un système d'examen impérial, calqué sur celui de l'Empire chinois,. C'est également pendant l'ère Qianyou, que le gouvernement tangoute développe un plus grand respect envers la philosophie confucéenne et la culture de la dynastie Song,. Une grande partie de la production artistique des Xia occidentaux, y compris sa monnaie, est largement basée sur l'exemple chinois.
C'est cette époque d'ouverture sur la culture chinoise qui voit le début de la production de pièces de monnaie de style song, avec des inscriptions en caractères chinois. Ces pièces de monnaie reproduisent également la tradition song consistant à couler des " pièces appariées " (對錢, duì qián, 對品, duì pǐn, 和合錢, hé hé qián), sur lesquelles deux ou plusieurs styles de calligraphie chinoise différents sont utilisés pour les inscriptions faites sur les pièces portant le même titre d'ère de règne,.
Ces styles calligraphiques chinois comprennent l'écriture des clercs, le style régulier, l'écriture semi-cursive, l'écriture cursive et, rarement, le style sigillaire,. 

## Liste des pièces de monnaie produites par les Xia Occidentaux
Les pièces de monnaie produites sous le règne des Xia occidentaux portent des inscriptions en écriture tangoute ou chinoise.
Pièces de monnaie avec des inscriptions en tangoute,: 
| Inscription (Tangoute)          | Inscription (Mandarin) | Sinogramme traditionnel | Sinogramme simplifié | Année de frappe | Empereur  | Image |
| ------------------------------- | ---------------------- | ----------------------- | -------------------- | --------------- | --------- | ----- |
| śjɨj ljo ljɨ̣ dzjɨj (𗼃𗼕𘏨𘔭)   | Fu Sheng Bao Qian      | 福聖寶錢                | 福圣宝钱             | 1053–1056       | Yizong    |       |
| tha nej ljɨ̣ dzjɨj (𘜶𗵐𘏨𘔭)    | Da An Bao Qian         | 大安寶錢                | 大安宝钱             | 1074–1084       | Huizong   |       |
| tśhja bio̲ ljɨ̣ dzjɨj (𗣼𘝯𘏨𘔭)  | Zhen Guan Bao Qian     | 貞觀寶錢                | 贞观宝钱             | 1101–1113       | Chongzong |       |
| tśhja mji̲ ljɨ̣ dzjɨj (𗣼𘇚𘏨𘔭)  | Zheng De Bao Qian      | 正德寶錢                | 正德宝钱             | 1127–1134       | Chongzong |       |
| tshjwu ꞏwu ljɨ̣ dzjɨj (𘀗𘑨𘏨𘔭) | Qian You Bao Qian      | 乾佑寶錢                | 乾佑宝钱             | 1170–1193       | Renzong   |       |
| ŋwər ljwu ljɨ̣ dzjɨj (𘓺𘅝𘏨𘔭)  | Tian Qing Bao Qian     | 天慶寶錢                | 天庆宝钱             | 1194–1206       | Huanzong  |       |

Pièces de monnaie avec des inscriptions en chinois:
| Inscription         | Sinogramme traditionnel | Sinogramme simplifié | Style de caractères chinois                                       | Année de frappe | Empereur  | Image |
| ------------------- | ----------------------- | -------------------- | ----------------------------------------------------------------- | --------------- | --------- | ----- |
| Da An Tong Bao      | 大安通寶                | 大安通宝             | Écriture des clercs                                               | 1074–1084       | Huizong   |       |
| Yuan De Tong Bao    | 元德通寶                | 元德通宝             | Écriture des clercs                                               | 1119–1126       | Chongzong |       |
| Da De Tong Bao      | 大德通寶                | 大德通宝             | Style régulier                                                    | 1135–1139       | Chongzong |       |
| Tian Sheng Yuan Bao | 天盛元寶                | 天盛元宝             | Style régulier                                                    | 1149–1169       | Renzong   |       |
| Qian You Yuan Bao   | 乾佑元寶                | 乾佑元宝             | Style régulier, Écriture semi-cursive chinoise, Style sigillaire, | 1170–1193       | Renzong   |       |
| Tian Qing Yuan Bao  | 天慶元寶                | 天庆元宝             | Style régulier                                                    | 1194–1206       | Huanzong  |       |
| Huang Jian Yuan Bao | 皇建元寶                | 皇建元宝             | Style régulier                                                    | 1210–1211       | Xiangzong |       |
| Guang Ding Yuan Bao | 光定元寶                | 光定元宝             | Écriture semi-cursive chinoise, style sigillaire,                 | 1211–1223       | Shenzong  |       |

## Usage du style sigillaire pour les pièces des Xia Occidentaux
Dans les nombreux catalogues de pièces chinoises et orientales établis au fil des siècles, les pièces de monnaie des Xia occidentaux qui sont recensées portent des inscriptions rédigées uniquement en style régulier ou en écriture semi-cursive, jamais en style sigillaire.  Mais, en septembre 1984 une pièce de monnaie "Guang Ding Yuan Bao" portant des inscriptions en style sigillaire est découverte. En 2012, c'est une pièce "Qian You Yuan Bao" portant également des inscriptions en style sigillaire qui est découverte à son tour. Si, après 1984, plusieurs pièces de monnaie "Guang Ding Yuan Bao" avec des inscriptions en sigillaire sont découvertes, la  "Qian You Yuan Bao" de 2012 reste, pour l'instant, unique.
Ces variantes nouvellement découvertes ont été ajoutées aux catalogues de pièces chinoises les plus récents, en tant que variantes des " pièces appariées "  de la dynastie des Xia occidentaux. La découverte d'une nouvelle variété de pièces chinoises est un événement rare, et celle des "Guang Ding Yuan Bao" et de la  "Qian You Yuan Bao" en style sigillaire ont suscité une grande excitation parmi les collectionneurs de pièces chinoises. 

### Guang Ding Yuan Bao

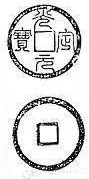
Estampage d'une Guang Ding Yuan Bao (光定元寶) portant des inscriptions en style sigillaire

Au début du mois de septembre 1984, un trésor monétaire composé d'anciennes pièces de monnaie est découvert dans la région autonome Hui du Ningxia. Parmi ces pièces figure une pièce de type "Guang Ding Yuan Bao" (光定元寶) portant des inscriptions en style sigillaire,. Ces pièces ont été mises au jour après des crues soudaines survenues dans les monts Helan, à proximité de Yinchuan, une ville historiquement connue sous le nom de Xingqing et qui fut la capitale des Xia occidentaux,. Parmi les pièces découvertes lors de cet événement, on en trouve datant des dynasties Han, Tang, Song, Liao et Jin, ainsi que de nombreux autres types de pièces de monnaie. On découvre au sein de ce trésor des modèles extrêmement rares, à savoir des pièces datant de la dynastie Liao et des pièces d'or; mais il s'agit surtout du moment où est découverte la première pièce Guang Ding Yuan Bao portant des inscriptions en sigillaire, qui est alors considérée comme étant un objet unique. Son diamètre est de 25,3 millimètres, son épaisseur de 1,4 millimètre et elle pèse 4,3 grammes.
En 2002, un second exemplaire est déterré dans la province du Shaanxi, puis, peu de temps après, un troisième en Mongolie intérieure,. Par la suite, de nouvelles pièces sont découvertes lors fouilles réalisées dans le Xian de Tongxin, de la région autonome du Ningxia. En tout, plus de 10 Guang Ding Yuan Bao ont été découvertes,.

### Qian You Yuan Bao

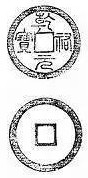
Estampage de l'unique Qian You Yuan Bao (乾佑元寶) portant des inscriptions en style sigillaire connue à ce jour

Durant les décennies qui ont suivi la découvert de la première Guang Ding Yuan Bao et de la dizaine d'autres exemplaires, toutes produites durant les dernières années de la dynastie des Xia occidentaux, scientifiques et numismates sont persuadés qu'il s'agit des seules pièces de monnaie Xia ayant des inscriptions en style sigillaire,. Cependant, en 2012, un fermier chinois découvre un nouveau trésor monétaire datant de l'époque des Xia occidentaux, dans le Xian de Tongxin, de la région autonome du Ningxia. Dans cette cachette, se trouve une pièce unique, une Qian You Yuan Bao (乾佑元寶) avec une inscription en style sigillaire,. Cette pièce de monnaie a un diamètre de 25,4 millimètres, pour une épaisseur de 1,5 millimètre et un poids de 3,3 grammes. Son inscription se lit dans le sens des aiguilles d'une montre,.
Le Dr Zhu Hu (朱浒) de l'Institut de recherche sur l'art de l'Université normale de la Chine de l'Est, publie dans le "Volume Un de la numismatique chinoise" (chinois simplifié : 中国钱币2016年1期 ; chinois traditionnel : 中國錢幣 2016年1期) une évaluation de cette pièce,. Selon lui, elle est inspirée du style sigillaire des " pièces appariées " de la dynastie Song,. Le Dr. Zhu note que le caractère sigillaire "You" (祐) est écrit de la même manière que celui des pièces Jing You Yuan Bao (景祐元寶), Jia You Yuan Bao (嘉祐元寶), et Yuan You Tong Bao (元祐通寶) émises par la dynastie Song  du Xe siècle au XIIe siècle,. Les caractères sigillaires "Yuan" (元) et "Bao" (寶) sont similaires aux caractères "Yuan" et "Bao" trouvés sur la Xuan He Yuan Bao (宣和元寶), et son caractère "Bao" (寶) ressemble à celui présent en style sigillaire sur les Zheng He Tong Bao (政和通寶),.
La découverte de cette unique pièce Qian You Yuan Bao avec des inscriptions en style sigillaire signifie également que ce style de pièce est la seule monnaie connue de la dynastie des Xia Occidentaux qui existe avec trois variétés calligraphiques chinoises différentes, à savoir en style régulier, en écriture cursive et en style sigillaire,.
Gary Ashkenazy, du site Primaltrek, pense que le fait que cette pièce unique avec des inscriptions en style sigillaire soit très bien réalisée, accrédite l'hypothèse selon laquelle elle pourrait avoir été coulée en tant que pièce d'essai ou pièce modèle, et que seules quelques pièces de monnaie ayant cette inscription et ce style calligraphique pourraient avoir été frappées et mises en circulation.

### Différences de style entre les inscriptions en style sigillaire Guang Ding Yuan Bao et Qian You Yuan Bao
Le caractère "Yuan" (元) en sigillaire des Guang Ding Yuan Bao a tendance à être plus "tortueux" que la version plus "digne" du "Yuan" sigillaire de la Qian You Yuan Bao. En outre, le caractère "Yuan" inscrit au bas des Guang Ding Yuan Bao touche le bord de la pièce, contrairement au "Yuan" de la Qian You Yuan Bao. Une autre différence entre ces deux pièces de monnaie est le fait que la "couronne" du caractère "Bao" (宝) sigillaire des Guang Ding Yuan Bao a une forme plus "carrée" par rapport à la forme plus "ronde" du "Bao" sigillaire de la Qian You Yuan Bao.
Toutes ces caractéristiques de différenciation se retrouvent également sur les " pièces appariées " en style sigillaire produites par la dynastie Song,. 

## Trésors monétaires datant des Xia occidentaux
En 1972, une pièce de monnaie Da'an Baoqian (大安寶錢)(Tangoute : 𘜶𗵐𘏨𘔭) avec des inscriptions en écriture tangoute a été trouvée sur le site de Liao Shangjing, Lindong, Bannière gauche de Bairin, Mongolie-Intérieure.

## Lire également
- Anciennes monnaies chinoises
- Monnaies de la dynastie Yuan